# Национальный театр (Мюнхен)
Национальный театр Мюнхена (нем. Nationaltheater München) — оперный театр в Мюнхене, расположенный на площади Макса Иосифа. Театр является главной площадкой Баварской государственной оперы и Баварского государственного балета.

## История создания
Строительство первого оперного театра по типу парижского Одеона было поручено королём Баварии Максимилианом архитектору Карлу фон Фишеру. Театр был открыт в 1818 году, но уничтожен пожаром в 1823 году. В 1825 году он был восстановлен Лео фон Кленце, который добавил в его оформления неогреческий стиль.
В 1930 году театр был значительно изменён и расширен и сохранялся в таком виде до 1943 года, когда сильно пострадал во время бомбардировки Мюнхена в годы Второй мировой войны.
После окончания войны театр был вновь восстановлен архитектором Герхардом Морицем Граубнером по оригинальным чертежам фон Кленце, хотя прежний облик сохранили только фойе и парадная лестница. Театр на 2100 посадочных мест открылся 22 ноября 1963 года с показа вагнеровской оперы «Нюрнбергские мейстерзингеры».
За годы существования театра многие знаменитые немецкие композиторы ставили там свои оперы. Вагнер представлял публике такие свои шедевры как «Золото Рейна» и «Валькирия», а Штраус — «День мира» и «Каприччио».